# 圖阿雷河
46°55′44″N 0°9′28″E / 46.92889°N 0.15778°E
圖阿雷河（法語：Thouaret，法語發音：[twaʁɛ]）是一条位于法國境内的河流，屬於圖埃河的右支流。河道全長52公里，發源自尚特盧，流經拉沙佩勒聖洛朗、希谢和聖瓦朗，河口處在圖阿爾附近。

## 外部連結
- http://www.geoportail.fr（页面存档备份，存于）
- The Thouaret at the Sandre database